# Mordechaï Podchlebnik
Mordechaï Podchlebnik o Michał Podchlebnik (1907 – 1985) è stato un mercante polacco, commerciante di bestiame di origine ebraica, che riuscì a sopravvivere all'olocausto.
Era un membro dei lavoratori delle Sonderkommando che per quasi due settimane seppellirono i cadaveri dei prigionieri al Campo di sterminio di Chełmno nella Polonia Occupata. Podchlebnik era uno dei tre (o più) prigionieri che fuggì nella foresta circostante dalla zona della sepoltura di massa nel gennaio 1942.

## Biografia
Era figlio di Jacob Podchlebnik e Sosia (Zosia) Widawska di Koło. È conosciuto anche come Michał, l'equivalente polacco del suo nome.
All'epoca in cui la Germania invase la Polonia aveva 30 anni e faceva il commerciante di bestiame. Assistette alla deportazione di suo padre, sua madre, sua sorella con i suoi cinque figli e suo fratello con sua moglie e i suoi tre figli.
Durante il suo lavoro nelle Sonderkommando, mentre un camion scaricava cadaveri, riconobbe i corpi della moglie e dei figli. Assieme a Szymon Srebrnik, Podchlebnik divenne un testimone chiave nel 1945 ai Processi di Chełmno degli uomini delle del Distaccamento Speciale delle SS di Kulmhof.  Dopo la guerra, si stabilì in Israele, dove decenni dopo, nel 1961, diede testimonianza al processo di Adolf Eichmann a Gerusalemme. Podchlebnik è stato anche intervistato per il film documentario Shoah di Claude Lanzmann.